# 阿利博夫岩
66°28′S 126°45′E / 66.467°S 126.750°E
阿利博夫岩（英語：Al'bov Rocks）是南極洲的岩石，位於威爾克斯地，處於斯皮登角以南的波珀斯灣西部，由蘇聯探險隊繪入地圖，現時由南極條約體系管理。